# PGC 71987
LEDA/PGC 71987 ist eine elliptische Galaxie vom Hubble-Typ E im Sternbild Pegasus nördlich der Ekliptik. Sie ist schätzungsweise 433 Millionen Lichtjahre von der Milchstraße entfernt. Im selben Himmelsareal befinden sich u. a. die Galaxien NGC 7720, IC 5341, IC 5342.